# Heavy Rocks II
Heavy Rocks II è un album in studio del gruppo musicale giapponese Boris, pubblicato nel 2011.

## Tracce
1. Riot Sugar – 3:56
2. Leak -Truth,yesnoyesnoyes- – 5:12
3. Galaxians – 4:09
4. Jackson Head – 3:00
5. Missing Pieces – 12:22
6. Key – 1:46
7. Window Shopping – 3:57
8. Tu, la la – 4:17
9. Aileron – 12:45
10. Czechoslovakia – 1:36

## Formazione

### Gruppo
- Takeshi – voce, basso, chitarra
- Wata – chitarra, voce
- Atsuo – batteria, voce